# Ковпак Василь Йосипович
Василь Йосипович Ковпак (нар. 11 січня 1967, Ясниська, Яворівський район, Львівська область) —  засновник і нинішній глава Священичого братства святого священомученика Йосафата. Відкидає деякі з рішень Другого Ватиканського Собору і деякі з сучасних форм екуменізму та міжрелігійного діалогу.

## Життєпис
Після закінчення Брюховицької середньої школи був кандидатом до Чину святого Василія Великого.
У 1986–1988 роках служив у армії, після чого навчався у духовній семінарії. 21 листопада 1989 року висвячений дияконом, а 3 грудня цього ж року — на священника.
10 лютого 2004 року у Львові єпископ Любомир (Гузар) оголосив про те, що «священик Василь Ковпак з власної волі перестав належати до УГКЦ і католицької церкви взагалі й усі священнодіяння священика Василя Ковпака та його послідовників неважні перед УГКЦ та всією католицькою церквою». Разом з тим, Любомир наголосив, що Ковпакові та його послідовникам дорога до повернення в УГКЦ завжди відкрита, за умови відречення від приналежності єпископу Фельє.
Рішенням Другого Ватиканського собору католицької церкви (1962–1965 роки), у богослужіння було внесено зміни: його скоротили і дозволили проводити латинською і національними мовами. На захист старого обряду 1970 року став архієпископ Марсель Лефевр, який 1988 року самоосібно рукопоклав декількох єпископів без папського мандату, за що був відлучений Ватиканом від церкви.
14 листопада 2007 року архієпископ Львівський УГКЦ Ігор Возьняк оприлюднив декрет, в якому наголошувалося, що Колегіальний трибунал Конгрегації Доктрини Віри підтвердив вердикт Колегіального трибуналу Львівської архиєпархії УГКЦ щодо Ковпака, якого звинувачено у «вчиненні злочину схизми та винесено кару великої екскомуніки», тобто відлучення від Церкви.
Сам Ковпак не визнає відлучення від церкви.